# Въведение Богородично (Благоевград)
Вижте пояснителната страница за други значения на Въведение Богородично.
„Въведение Богородично“ е българска възрожденска църква в Благоевград (Горна Джумая), България, част от Неврокопската епархия на Българската православна църква. Построена през 1844 година, църквата е обявена за паметник на културата с национално значение.

## История
Църквата е разположена в махалата „Вароша“. Изградена е в 1840 – 1844 година на мястото на по-стар храм, към който е имало метох на Рилския манастир и килийно училище от преди 1800 година. Майсторите строители са Доне и Христо от малешевското село Смоймирово. В 1850 година на запад от храма е издигнато училище, което по-късно изгаря при пожар и на негово място в 1881 година е построено триетажно училище, което също не е запазено.
В 1948 година в северозападната чупка на откритата галерия е погребан митрополит Борис Неврокопски, като надгробието е с гранитен саркофаг. В двора на храма, от южната страна е погребан и митрополит Пимен Неврокопски.

## Архитектура
В архитектурно отношение храмът е трикорабна псевдобазилика с притвор и полукръгла апсида на изток. В 1882 година е пристроен открит притвор по северната стена. Над притвора в западната част на наоса има галерия женска църква. Колоните на притвора са стъпили на висок цокъл и колонадата е продължена до камбанарията, като така огражда двора. Арките следват разделенията на вътрешния обем. В 1914 година е премахната югозападната чупка на притвора и пространството е включено във вътрешността, като там е поставен пангарът. Покривът на сградата е четирискатен, като на западната фасада стрехата има кобилични криви.
Зидарията на храма е от ломен камък с хоросан за спойка. Размерите във вътрешността са 12,5 m ширина, 23 m дължина (с апсидата), 8 m височина на централния кораб и по 6,4 m на страничните.

## Интериор
Трите кораба във вътрешността са разделени от шест двойки измазани дървени стълбове, разположени върху зидани квадратни бази, а арките над тях са със сложен профил. Покритието на храма е дървено, като над средния кораб имитира зидан масивен, полуцилиндричен свод. По оста на централния кораб има три слепи купола с изображения на Бог Саваот, Христос Вседържител с пояс от деветте ангелски чина и света Богородица Одигитрия с пояс с пророци. Поредица от дърворезбовани пана минава по дължината на свода. Таваните на страничните кораби са резбовани с розети, барокови композиции, птици и серафими. В храма има стенописи на Божин Стаменитов.
В интериора доминира богато резбованият иконостас, който е дело на майстори от Самоковската художествена школа, вероятно Атанас Теладур и Стойчо Фандъков, като се вземат предвид общите характеристики с иконостасите в „Успение Богородично“ в Самоков, в Рилския и в Лопушанския манастир и в църквите в Берковица. Крайното северно поле на иконостаса е различно и е дело на майстори от Дебърската школа. Дърворезбовани са и другите църковни мебели – владишкият трон, проскинитариите, певниците и амвона. Киворият над Светия престол е изнесен от храма в 1962 година. Резбата на тези мебели е по-малко пластична, по-опростена, дело на майстори с по-ниски умения в сравнение с тези, работили по иконостаса.
Иконостасът е един от величествените по своите размери и по дърворезбената декорация. Той е триреден с размери 12,5 m ширина и 7 m височина. Изработен е вероятно между 1844 година и началото на 50-те години на XIX век. Царските икони са от 1854 до 1856 година, според дарителските надписи на 5 от тях. Според стиловите им характеристики могат да се припишат на самоковските майстори Димитър Зограф – едни от последните му кавалетни творби, и сина му Никола Доспевски, все още под силното художествено влияние на баща си. Повечето празнични икони са дело на бански зографи – Димитър Молеров, Симеон Молеров, Михалко Голев и Димитър Сирлещов, а другите на самоковски – Димитър Зограф и Никола Вальов. Апостолските икони от третия ред са дело на Симеон Молеров. Живописта в медальоните на царските двери е на Димитър Молеров, а сцените върху медальоните в цокъла са на Михалко Голев.
Големите икони „Символът на вярата“ и „Акатист Богородичен“ на първите колони до иконостаса са на Михалко Голев и датират от 60-те години на XIX век, „Възнесение на свети Илия с житийни сцени“ е на Димитър Сирлещов, а „Свети Атанасий“ – на Никола Доспевски. Наследство от по-старата църква, върху която е издигнат храма, са иконите „Света Богородица“ и „Христос Вседържител“ от проскинитариите, „Свети Николай“ от северната ниша на храма, както и „Архангел Михаил вади душата на богатия“ и „Въведение Богородично“. Те са от 1812 година и са дело на самоковския зограф Христо Димитров. Сборната икона от 1818 година е дело на Димитър Молеров.
В 1882 година е изписан откритият трем, а през декември 1888 година завършва изписването и на храма. Автори на стенописите са банскалиите Михалко Голев, Димитър Сирлещов и Костадин Марунчев.